# Ясьонка (Мазовецьке воєводство)
Ясьонка (пол. Jasionka) — село в Польщі, у гміні Збучин Седлецького повіту Мазовецького воєводства.
Населення — 282 особи (2011).
У 1975-1998 роках село належало до Седлецького воєводства.

## Демографія
Демографічна структура станом на 31 березня 2011 року:
|          | Загалом | Допрацездатний вік | Працездатний вік | Постпрацездатний вік |
| -------- | ------- | ------------------ | ---------------- | -------------------- |
| Чоловіки | 142     | 42                 | 85               | 15                   |
| Жінки    | 140     | 28                 | 72               | 40                   |
| Разом    | 282     | 70                 | 157              | 55                   |